# تاریبا
تاریبا (به اسپانیایی: Táriba) یک منطقهٔ مسکونی در ونزوئلا است که در ایالت تاچیرا واقع شده‌است.

## خصوصیات
تاریبا ۱۲۸٬۵۹۰ نفر جمعیت دارد و ۸۶۰ متر بالاتر از سطح دریا واقع شده‌است.